# Big Dumb Object
În science-fiction, un Big Dumb Object (tradus ca Obiect Mare & Stupid) reprezintă orice obiect misterios (de obicei, de origine extraterestră sau necunoscută și cu o imensă putere) care generează un sentiment intens de mirare doar pentru că se află acolo. Probabil inventat de părintele Roz Kaveney, termenul nu a fost utilizat pe scară largă înainte ca Peter Nicholls să-l includă în The Encyclopedia of Science Fiction ca pe o glumă.

## Exemple
- Continuum Transfunctioner din filmul Dude, Where's My Car?
- Orașul și Stelele (1956) și Rendezvous cu Rama (1973) de Arthur C. Clarke
- Lumea inelară (1970) de Larry Niven
- Orbitsville (1975) de Bob Shaw
- Eon (1985) și Eternitate (1988) de Greg Bear
- Neverness (1988) de David Zindell
- Eternal Light (1991) de Paul J. McAuley
- Ring (1994) de Stephen Baxter
- Excession (1996) de Iain M. Banks
- Up Against It (2011) de  M. J. Locke
- Pushing Ice (2005) de Alastair Reynolds